# 粉嘴潜鸭
粉嘴潜鸭（学名：Netta peposaca），是雁形目鸭科的一种鸟类。

## 特征
粉嘴潜鸭体重约999.99克，翼长约230.7毫米，嘴峰长约61.3毫米，喙宽度约21.5毫米，喙厚度约14.3毫米，跗蹠长约37.6毫米，尾长约62.2毫米。粉嘴潜鸭是部分迁徙的鸟类，其栖息在开放的湖泊、沼泽等湿地环境中，食性为草食性，主要食物来源是水生植物。

## 分布
巴西东南部低地至阿根廷南部和智利。